# Sloku purvs
Sloku purvs este o arie protejată (arie specială de conservare — SAC, sit de importanță comunitară — SCI, arie de protecție specială avifaunistică — SPA) din Letonia întinsă pe o suprafață de 535,89 ha, integral pe uscat.

## Localizare
Centrul sitului Sloku purvs este situat la coordonatele 57°30′23″N 26°26′21″E / 57.5063°N 26.4391°E.

## Înființare
Situl Sloku purvs a fost declarat arie de protecție specială avifaunistică în decembrie 2002 pentru a proteja 2 specii de animale. Alte tipuri de protecție:
- sit de importanță comunitară (în mai 2004)
- arie specială de conservare (în mai 2004)[1][3][4]

## Biodiversitate
Situată în ecoregiunea boreală, aria protejată conține 6 habitate naturale: Turbării active, Mlaștini oligotrofe degradate, capabile încă de regenerare naturală, Mlaștini turboase de tranziție și turbării mișcătoare, Depresiuni pe substraturi de turbă de Rhynchosporion, Taiga vestică, Mlaștini împădurite.
La baza desemnării sitului se află mai multe specii protejate de  păsări (2): ciocănitoare verzuie (Picus canus), cocoșul de mesteacăn (Tetrao tetrix tetrix)
Pe lângă speciile protejate, pe teritoriul sitului au mai fost identificate 1 specie de plante, 2 specii de mamifere, 1 specie de nevertebrate.